# 스위스-조선민주주의인민공화국 관계
스위스-조선민주주의인민공화국 관계는 1974년 두 국가가 수교에 합의하면서 시작되었다. 이전에 스위스는 조선민주주의인민공화국과 공식적인 관계는 없었으나, 중립국 감독위원회의 일원으로서 조선민주주의인민공화국과 여러 번 조우하였다. 스위스는 남북 관계에 있어서 중재자 역할을 선도적으로 수행해왔다. 대표적으로, 제네바 합의를 도출하기 위해서 스위스는 남북한 그리고 미국과 4자 회담을 주최한 적이 있다. 또한 2017년 남북 관계가 긴장이 고조될 무렵, 스위스를 중재 장소로 제공하겠다고 의사를 밝혔다.
스위스 쾨니츠는 김정은이 어린 시절 주제네바 조선민주주의인민공화국 대표부 직원 박남철의 아들로 등록된 "박운"이라는 가명을 쓰며 1991년부터 2001년까지 유년 시절을 보낸 곳이기도 하다. 김정은의 형 김정철은 베른에서 국제학교를 다녔으나, 김정은과 김여정은 리베펠트-슈타인횔츨리 공립학교를 다녔다.
스위스는 조선민주주의인민공화국에 인도주의적 지원을 활발하게 하는 나라이며, 1995년부터 코로나바이러스감염증-19이 유행하기 시작한 2020년까지 진행하였다. 스위스는 중립국이라는 점과 인도주의의 중요성을 강조하며, 정치적 이유에 의해서 원조가 이뤄지는 게 아니라고 강조한다.
현재 스위스는 조선민주주의인민공화국에 대사관을 두고 있지 않으나, 주중국 스위스 대사관이 몽골과 함께 겸임 및 관할한다.  스위스는 1994년 평양 대동강구역 문흥동에 상주사무소를 설치하였다. 코로나 때 잠시 폐쇄된 2025년에는 스위스는 조선민주주의인민공화국 평양에 위치한 상주사무소를 다시 열었다. 조선민주주의인민공화국은 주제네바 조선민주주의인민공화국 대표부를 운영 중이며, 조철수 대사가 파견되어 있다.

## 관계 발전
- 1974년 외교 관계 수립
- 1994년 주조 스위스 상주사무소 설치

## 같이 보기
- 스위스의 대외 관계
- 조선민주주의인민공화국의 대외 관계